# Więzień (film)
Więzień (oryg. tytuł 火燒島, Huo shao dao) – tajwańsko-hongkońsko-amerykański film akcji z 1990 roku w reżyserii Chu Yin-pinga.

## Obsada
Źródło: Filmweb

- Jackie Chan – Lung/Steve
- Andy Lau – Lau/Boss Lee
- Jack Kao
- Chuan Chen Yeh – Fong
- Chun Hsiung Ko – kierownik więzienia
- Chung Hua Tou – Chiu/Charlie
- Yu Wang – Kui/Lucas
- Tony Leung Ka-fai – Wei Wang/Andy
- Sammo Hung – Fatty Liu Hsi Chia
- Barry Wong – inspektor Wong
- An Wang
- Chung-kuei Chang
- Shui-chu Chang
- Sha Chao
- Wen Ho Chen
- Yen Ru Chen
- Yu-Jing Chen
- Chi Chi
- Hao Chin
- Wan Hsi Chin
- Yung-chang Chin
- Ben Ko Chu
- Fang Jing
- Bao-ming Gu
- Kang Ho
- Wai Hung Ho
- Chang Wen Hsieh
- Hai-ling Hsiung
- Cheng-yi Hsu
- Ching-Lin Huang
- Tou Hu
- Ming Kao
- Chin-cheng Lai
- Rocky Lai
- Chang An Li
- Kuang-chun Lin
- Ken Lo Ken Lo
- Chin-piao Lu
- Yuan Meng
- Ming Ran Ni
- Ting-Ken Shih
- Meng-Chiu Tieh
- Chien Tsao
- Ming Cheng Tseng
- Fu-ping Tu
- Lai Wang
- Te Chih Wang
- Te Sheng Wang
- Yao Wang
- Chien-mi Yang
- Hsiung Yang
- Lieh Yang
- Hsing-hui Yeh
- Wen-han Yeh
- Wing-Cho Yip
- Yuen Yi
- Bang Yu
- Sung Chao Yu
- Guozhu Zhang